# Comuna Jesenje, Krapina-Zagorje
Jesenje este o comună în cantonul Krapina-Zagorje, Croația, având o populație de 1.560 de locuitori (2011).

## Demografie
Componența etnică a comunei Jesenje
     Croați (99,36%)
     Necunoscut (0%)
     Neclasificat (0,32%)
Componența confesională a comunei Jesenje
     Catolici (98,59%)
     Necunoscută (0,77%)
     Alte religii (0,64%)
Conform recensământului din 2011, comuna Jesenje avea 1.560 de locuitori. Din punct de vedere etnic, majoritatea locuitorilor (99,36%) erau croați. Din punct de vedere confesional, majoritatea locuitorilor (98,59%) erau catolici. Pentru 0,77% din locuitori nu este cunoscută apartenența confesională.